# جاجا (أصفهان)
جاجا هي قرية في مقاطعة أصفهان، إيران. يقدر عدد سكانها بـ 610 نسمة بحسب إحصاء 2016.